# Dr. Frost
Dr. Frost (kor.: 닥터 프로스트, MOCT: Dakteo Peuroseuteu, znana także jako Doctor Frost) – południowokoreański, kryminalny serial telewizyjny emitowany w 2015 roku na kanale OCN. Fabuła serialu opiera się na serii komiksów pod tym samym tytułem autorstwa Lee Jong-beoma, publikowanych na łamach serwisu internetowego Naver w 2011 roku. Tytułową rolę odgrywa aktor Song Chang-eui. Serial emitowany był od 23 listopada 2014 do 1 lutego 2015 roku.
Serial jest dostępny z napisami w języku polskim za pośrednictwem platformy Viki, pod tytułem Dr. Frost.

## Fabuła
Baek Nam-bong jest przystojnym, trzydziestoparoletnim profesorem psychologii, który także ze względu na swoje zainteresowania dorabia sobie nocami w barze jako barman. Znany jest głównie pod swoim przezwiskiem „Dr. Frost” („Doktor Mróz”), które zostało mu nadane ze względu na permanentnie biały kolor włosów. W dzieciństwie w wyniku wypadku samochodowego doświadczył urazu głowy, w wyniku którego nie potrafi odczuwać emocji.
Nam-bong jest odpowiedzialny za prowadzenie biura konsultacji psychologicznych na uniwersytecie. Wraz z nim, w ramach swojego stypendium, pracuje energiczna i nieco wścibska studentka Yoon Sung-ah, która jest jego asystentką. Nam-bong ma również specyficzną relację z Song Sun, znajomą jeszcze z czasów studiów, która również wykłada na uniwersytecie. Jego mentorem i opiekunem jest Chun Sang-won, dyrektor wydziału psychologii. Ponieważ Nam-bong ma również talent do dedukcji, czasami pomaga (oficjalnie lub nieoficjalnie) detektywowi Nam Tae-bongowi w rozwiązywaniu spraw kryminalnych.

## Obsada

### Główna
- Song Chang-eui jako Baek Nam-bong – profesor psychologii prowadzący biuro konsultacji psychologicznych na uniwersytecie.
- Jung Eun-chae jako Yoon Sung-ah – asystentka profesora Baeka, studentka psychologii.
- Lee Yoon-ji jako Song Sun – profesor psychologii ucząca na uniwersytecie.
- Sung Ji-ru jako Nam Tae-bong – detektyw, znajomy profesora Baeka.
- Choi Jung-woo jako Chun Sang-won – mentor i opiekun profesora Baeka, znajomy jego rodziców.

### Drugoplanowa
- Lee Si-won jako Song Sul – młodsza siostra Song Sun.
- Song Jong-ho jako Moon Sung-hyun – dobry znajomy profesora Baeka i Song Sun.
- Jung Kyung-ho jako Min-woo – barman w barze Mirror w którym pracuje dr Frost.
- Yeo Ui-joo jako Young-ho – barman w barze Mirror w którym pracuje dr Frost.
- Lee Si-Kang jako detektyw Cha Hae – partner Tae-bonga z policji.

### Gościnnie
- Lee Hee-jin jako Yoo An-na, aktorka, która ma problem ze stalkerem (odcinek 1) / także jako Jeong Seong-hye, impersonatorka (odcinek 1)
- Lee Joon-hyuk jako stalker An-ny (odcinek 1)
- Lee Hae-young jako menadżer An-ny (odcinek 1)
- Yu Geon jako Bae Doo-han, jeden z współpracowników Sun, ma dziewczynę (odcinki 2-4)
- Yoon Jong-hoon jako Kang Jin-wook, chłopak zamieszany w morderstwo Oh Ji-min (odcinek 2)
- Park Jung-hak jako właściciel baru, w którym pracowała Oh Ji-min (odcinek 2)
- Choi Il-hwa jako Kim Han-sung, polityk, ojciec Oh Ji-min (odcinek 2)
- Hwang Je-seong jako Kim Chan-joo, fan teorii spiskowych, który działa na nerwy Nam Tae-bongowi (odcinek 2)
- Jung Ju-ri jako klientka baru (odcinek 3)
- Hong Sang-jin jako Goo Ji-sung, szef departamentu w centrum handlowym (odcinek 3)
- Kwon Min jako Seo Hak-soo, znajomy z pracy Soo-jin i Sun-mi (odcinek 3)
- Park Hyo-bin jako Jin Sun-mi, pracownica centrum handlowego, która chciała pozwać Park Do-chula za molestowanie Ji-hye (odcinek 3)
- Kim Pub-lae jako Park Do-chul, szef miejskiego departamentu urbanistyki i planowania (odcinek 3)
- Yoon Hye-kyung jako Kang Soo-jin, menadżerka sklepu (odcinek 3)
- Kim Gyu-sun jako Choi Yoo-gyeong, koleżanka Sung-ah, która popełnia samobójstwo (odcinek 5)
- Choi Kyu-hwan jako No Young-gook, mężczyzna z kitką (odcinek 5)
- Lee Jae-Woo jako Lee Dong-Joon, pacjent Sun (odcinek 6)
- Yum Ji-Yoon jako Kim Se-Hee, żona Lee Dong-Joona (odcinek 6)

## Lista odcinków
| 1 | Tain-ui yogmang 타인의 욕망          | 23 listopada 2014 |
| Baek Nam-bong dostaje posadę na uniwersytecie i dostaje pod opiekę biuro konsultacji psychologicznych i asystentkę. Do biura zgłasza się wraz ze swoim menadżerem aktorka, Yoo An-na, która nie może spać, bo ma wrażenie że ktoś nieustannie ją obserwuje. Po krótkim dochodzeniu okazuje się, że obawy aktorki miały swoje realne podłoże - udaje im się złapać nękającego aktorkę stalkera na gorącym uczynku. Oprócz tego Nam-bong zwraca uwagę na coś jeszcze - aktorka wydaje się zachowywać zupełnie inaczej niż przy pierwszym spotkaniu...                            |                                      |                   |
| 2 | Beullaeg-aus 블랙아웃                | 30 listopada 2014 |
| Pewna młoda dziewczyna zostaje znaleziona martwa w opuszczonej alejce, a ostatnią osobą, która ją widziała przed śmiercią jest chłopak, który ponieważ był kompletnie pijany, niczego nie pamięta. Nam Tae-bong prosi Baek Nam-bonga o pomoc w sprawie, by ustalić, czy chłopak faktycznie jest mordercą. |                                      |                   |
| 3 | Gamyeon maenyueol 가면 매뉴얼        | 7 grudnia 2014    |
| Dwóch mężczyzn zostaje odnalezionych zamordowanych w opuszczonym magazynie. Baek Nam-bong i Yoon Sung-ah pomagają w śledztwie Nam Tae-bongowi. Okazuje się, że sprawa związana jest z wcześniejszą śmiercią pracownicy centrum handlowego, w którym pracował także jeden z zamordowanych. Bae Doo-han, podopieczny Song Sun, radzi się dr Frosta w sprawie swojej dziewczyny. Yoon Sung-ah decyduje się na analizę psychologiczną Frosta w ramach jej zadania na zaliczenie jednego z przedmiotów.                                                                             |                                      |                   |
| 4 | Wiheomhan salang 위험한 사랑         | 14 grudnia 2014   |
| Song Sun udziela wywiadu dla stacji telewizyjnej na temat stalkingu. Od kolejnego dnia otrzymuje listy z pogróżkami, a Nam-bong i Sung-ah pomagają jej w dowiedzeniu się kto może je wysyłać. Dr Frost po raz kolejny rozmawia z Doo-hanem, sugerując, że powinien zjawić się na konsultacje razem z dziewczyną. Nam Tae-bong próbuje rozwiązać sprawę serii napadów na ludzi. Okazuje się, że wszystkie ofiary odbyły wcześniej konsultacje psychologiczne u Song Sun. |                                      |                   |
| 5 | Memoli 메모리                        | 21 grudnia 2014   |
| Nam-bong, Sung-ah oraz Nam Tae-bong badają sprawę zagadkowych samobójstw, których ofiary obwiniały się za rzeczy, które nie miały miejsca. Jednym z samobójców jest koleżanka Sung-ah, Yoo-gyeong. |                                      |                   |
| 6 | Du gaeui taeyang 두 개의 태양        | 4 stycznia 2015   |
| Zachowanie nowego pacjenta, zdiagnozowanego jako osoba z osobowością typu bonderline sprawia, że Song Sun zaczyna wspominać swoją siostrę, która również cierpiała na to zaburzenie i to, co wydarzyło się między nimi siedem lat wcześniej. Nam-bong również jest zainteresowany nowym pacjentem Sun i z ciekawości zaczyna analizować zachowanie żony pacjenta. W tym czasie Yoon Sung-ah snuje marzenia o zostaniu terapeutą i by przygotować się jak najlepiej do tej roli próbuje wyciągnąć od Nam-bonga historię o tym, jak wyglądały jego pierwsze sesje terapeutyczne. |                                      |                   |
| 7 | Meongdeun ai 멍든 아이               | 11 stycznia 2015  |
| 8 | Geojismal 거짓말                     | 18 stycznia 2015  |
| 9 | Ilh-eobeolin gieog 1 잃어버린 기억 1 | 25 stycznia 2015  |
| 10 | Ilh-eobeolin gieog 2 잃어버린 기억 2 | 1 lutego 2015     |

## Ścieżka dźwiękowa
| 닥터 프로스트 OST / Dr. Frost OST | 닥터 프로스트 OST / Dr. Frost OST        | 닥터 프로스트 OST / Dr. Frost OST |
| Nr                                | Tytuł utworu                             | Długość                           |
| --------------------------------- | ---------------------------------------- | --------------------------------- |
| 1.                                | „아직은 시린 겨울” (Yoo Da-eun (유다은)) |                                   |
| 2.                                | „I Love You” (Yoon Mi-yoon (윤미윤))     |                                   |